# 礤

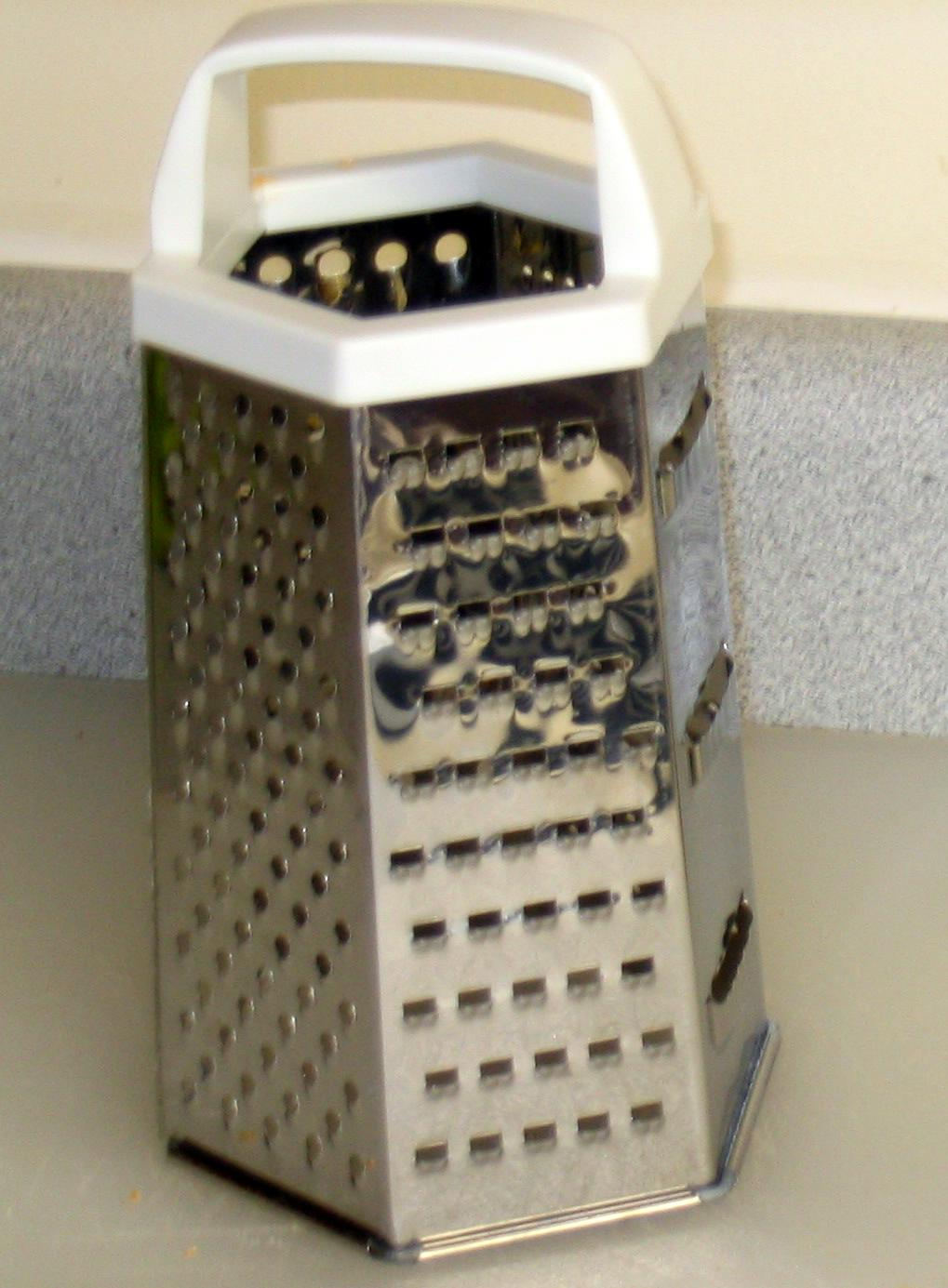
具有多個光柵表面的箱式刨絲器

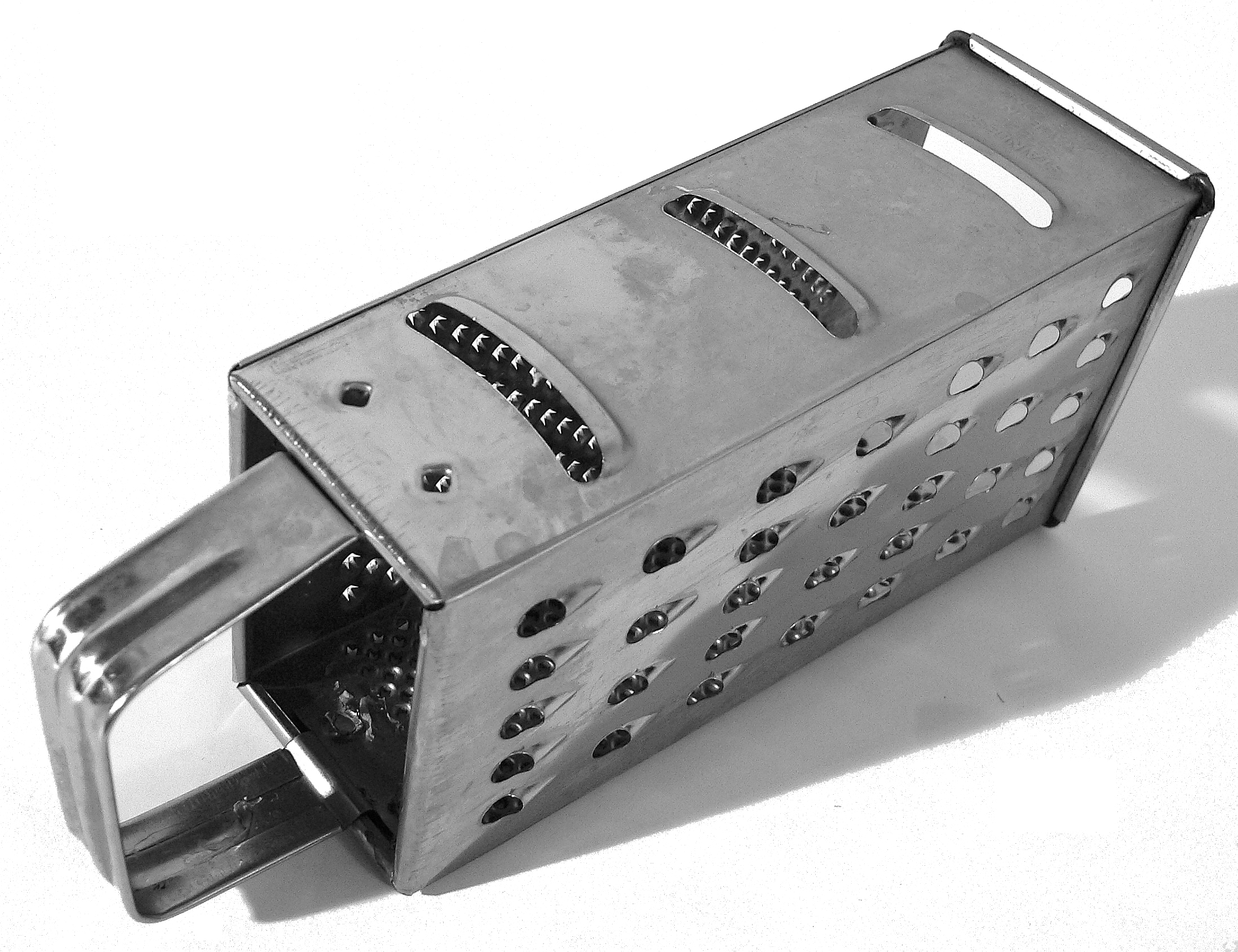
顯示有蔬菜切片表面的盒式刨絲器

礤，又称为礤床，是一种把瓜、萝卜、薑等蔬菜擦成丝状的厨房用具。在广州西汉南越文王墓中曾出土了两个薑礤，可见其历史的久远。

## 圖片

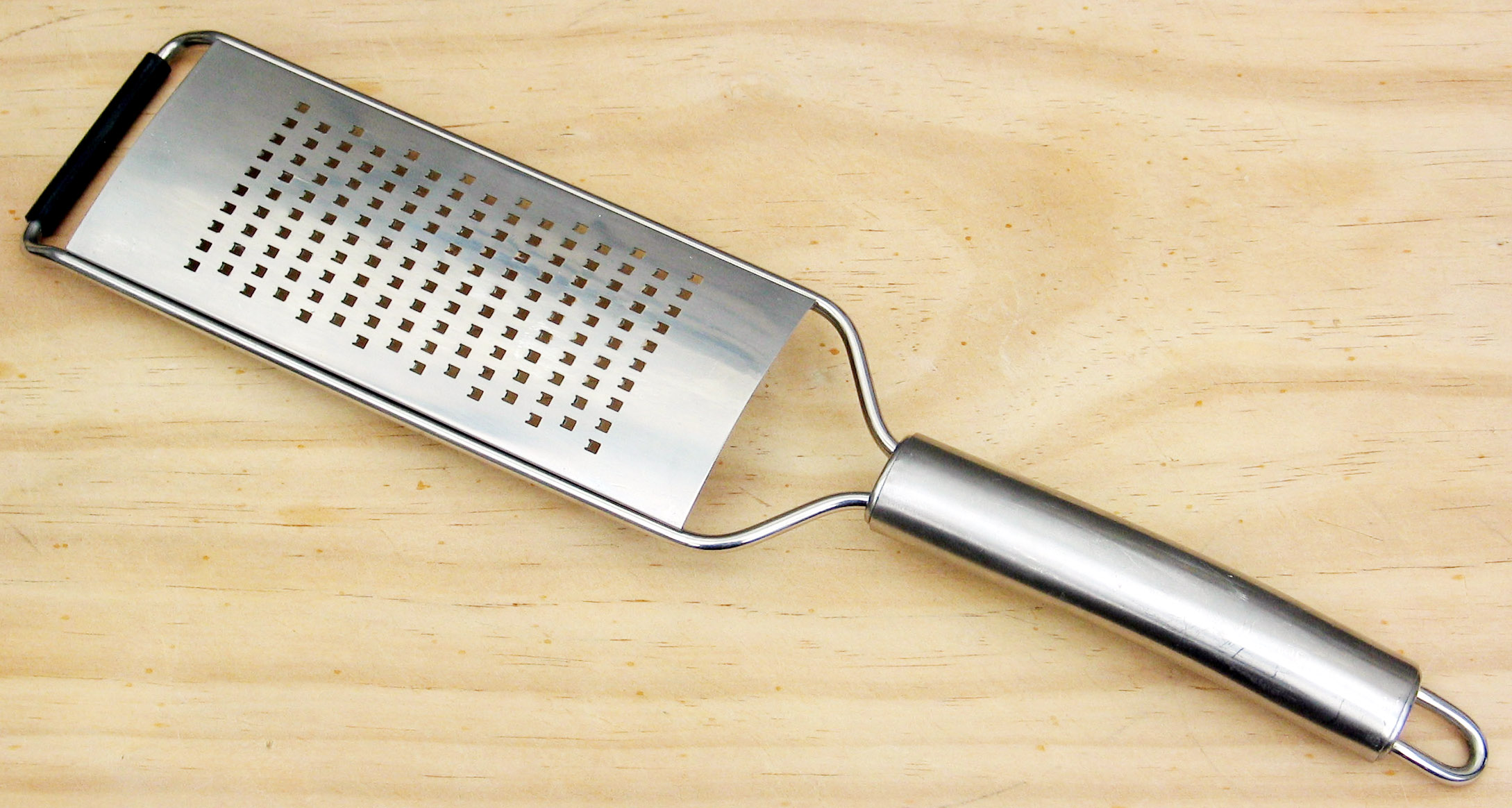
方塊刨刀
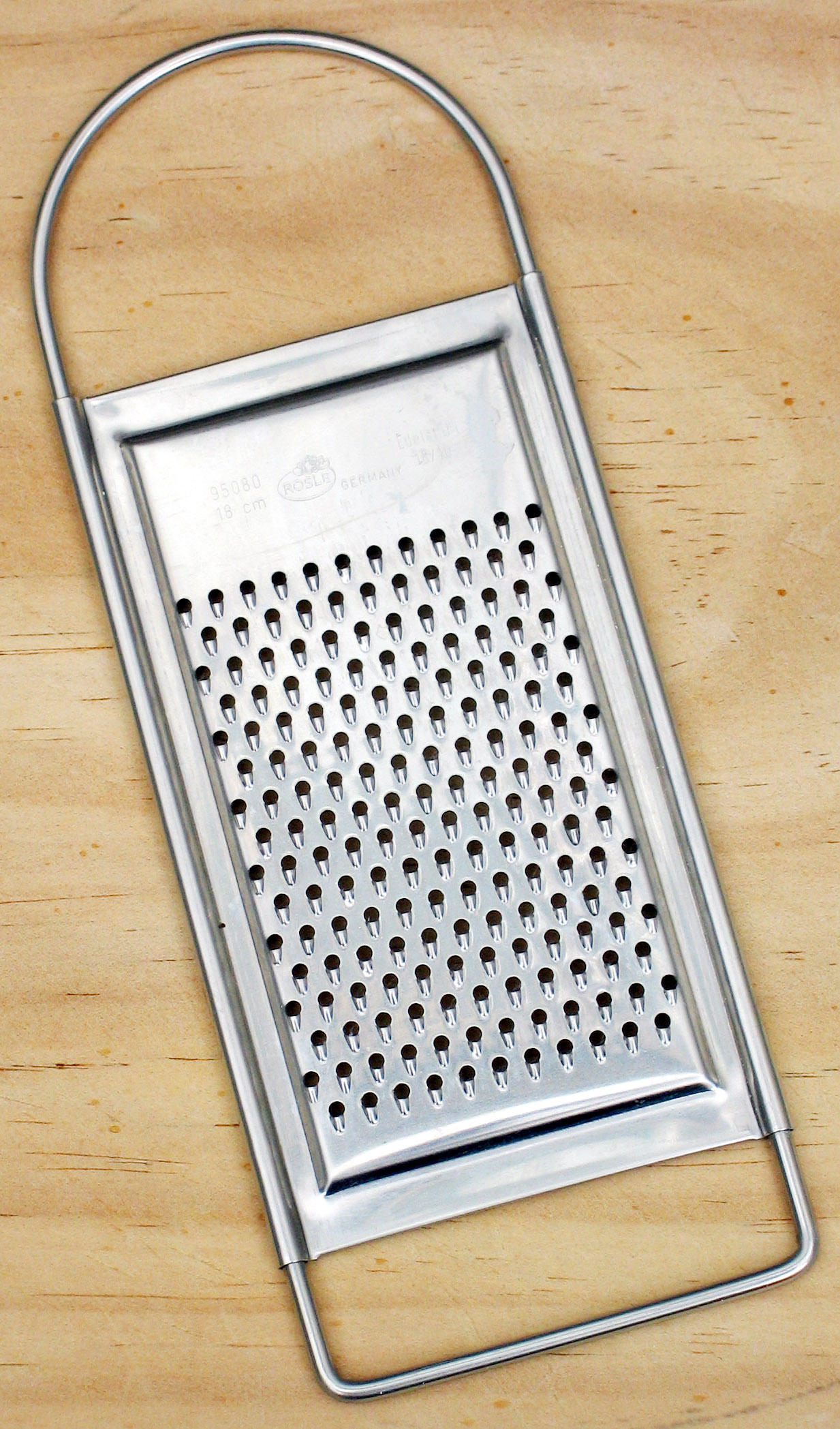
刨絲刀
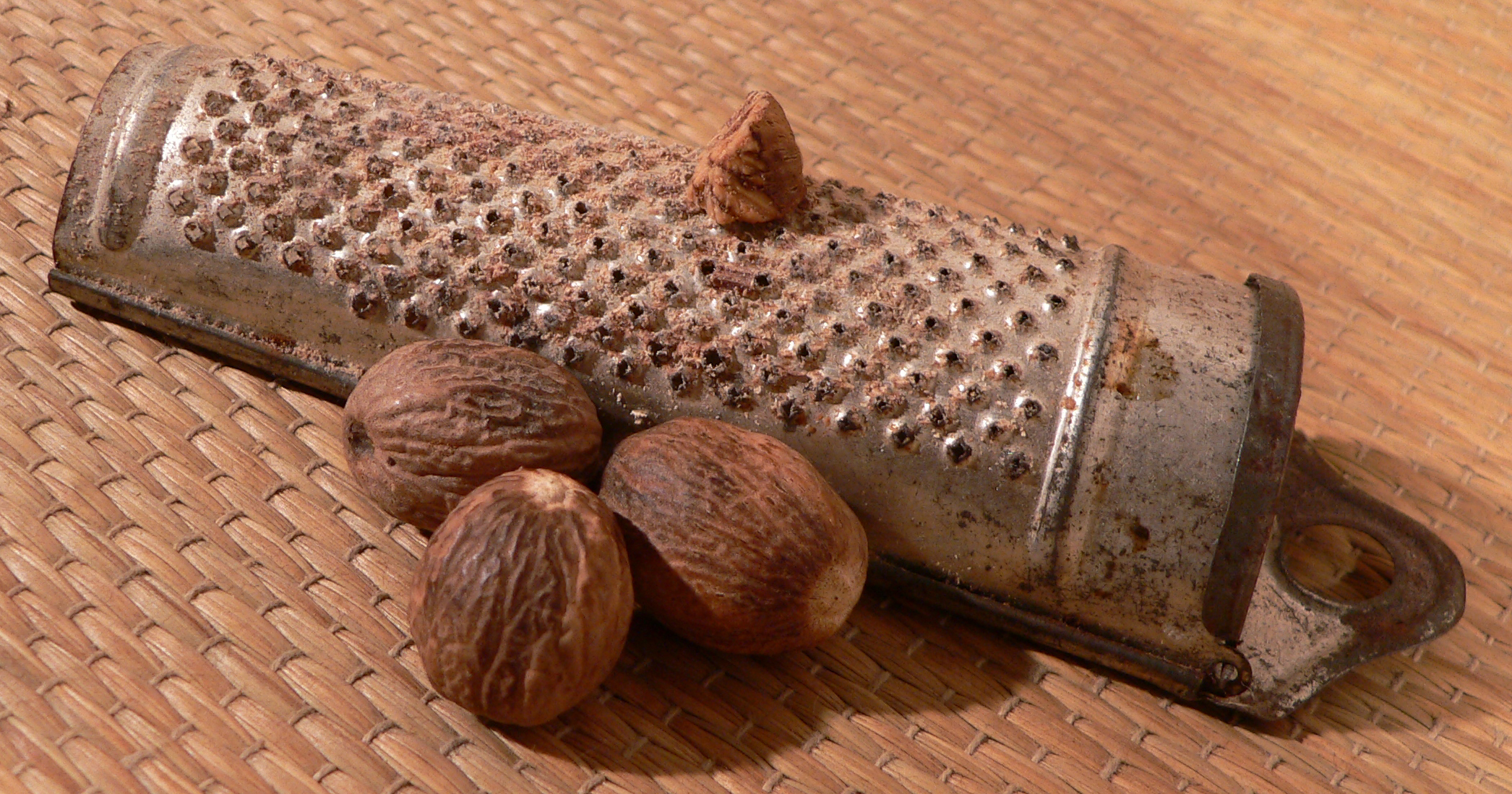
肉荳蔻磨碎機
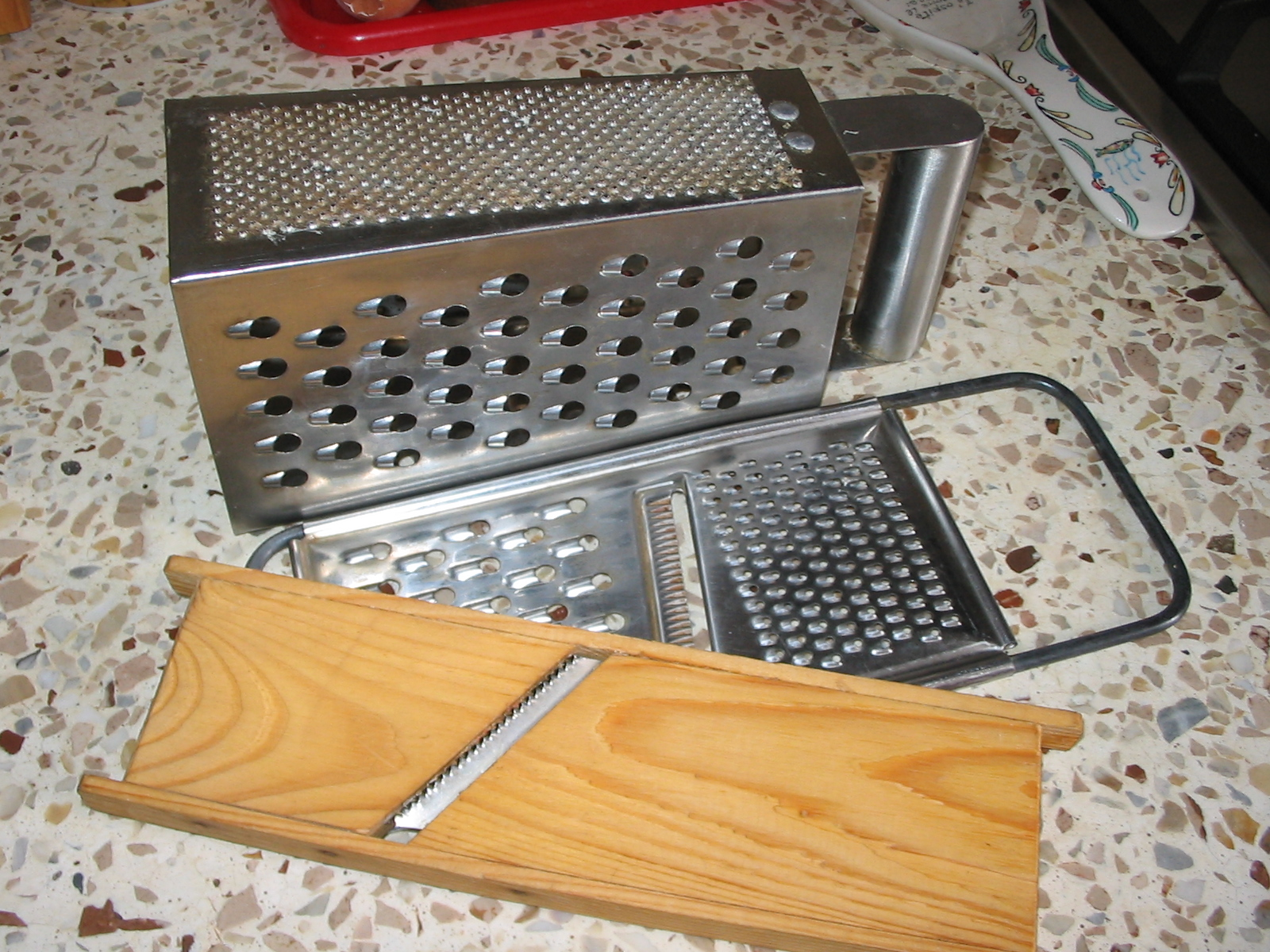
很多個刨絲器
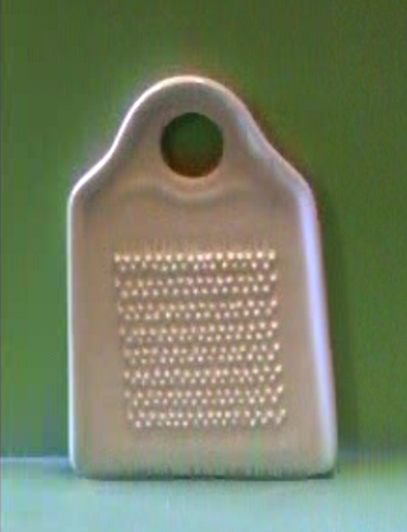
瓷姜或大蒜刨絲器
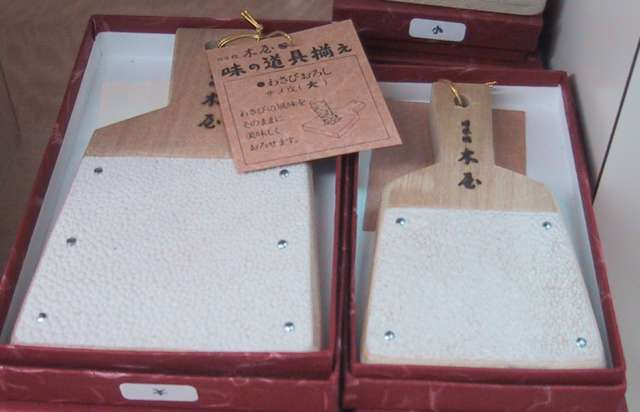
鯊魚皮刨絲器
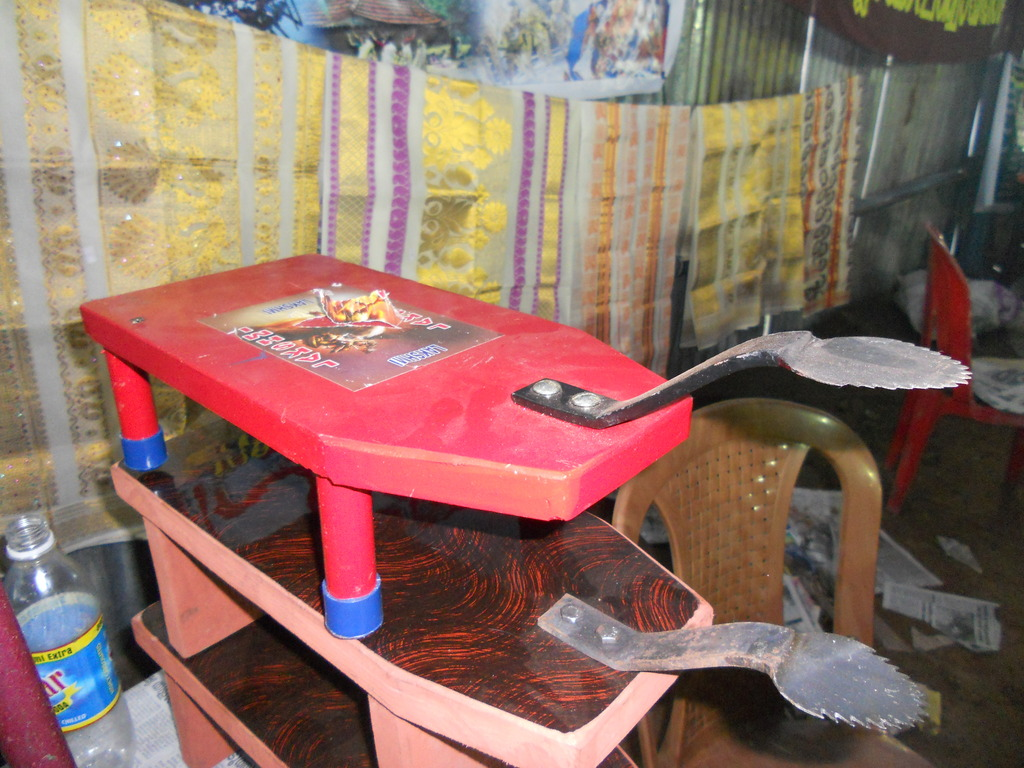
印度太平洋地區的傳統椰子刨絲器設計